# Microgiton albidior
Microgiton albidior là một loài bướm đêm thuộc phân họ Arctiinae, họ Erebidae.